# Cupa Primăverii 2012
Cupa Primăverii 2012 a fost o competiție de ciclism de o zi organizată de Federația Română de Ciclism pe data de 25 martie 2012, în incinta complexului Dragonul Roșu din București.

## Clasament
|    | Ciclist                | Echipa            | Timpul   |
| -- | ---------------------- | ----------------- | -------- |
| 1  | Zoltan Sipos (ROM)     | Mazicon București | 01:03:36 |
| 2  | Valentin Pleșea (ROM)  | Petrolul Ploiești | a.t.     |
| 3  | Marius Petrache (ROM)  | CS Otopeni        | +9s      |
| 4  | Istvan Terebesi (ROM)  | Mazicon București | +9s      |
| 5  | Ștefan Morcov (ROM)    | Mazicon București | +22s     |
| 6  | Ștefan Buzaș (ROM)     | Petrolul Ploiești | +22s     |
| 7  | Robert Pisică (ROM)    | Bilal Constanța   | +22s     |
| 8  | Alexandru Ciocan (ROM) | Dinamo București  | +22s     |
| 9  | Georgi Petrov (BUL)    | Alexi Nikolov     | +22s     |
| 10 | George Wolters (ROM)   | Mazicon București | +30s     |